# Slatinka nad Bebravou
Slatinka nad Bebravou (bis 1927 slowakisch „Slatinka“ – bis zum 19. Jahrhundert auch „Malá Slatina“; ungarisch Alsószalatna – bis 1907 Kisszlatina) ist eine Gemeinde im Westen der Slowakei mit 196 Einwohnern (Stand 31. Dezember 2024), die zum Okres Bánovce nad Bebravou, einem Teil des Trenčiansky kraj, gehört.

## Geographie
Die Gemeinde befindet sich im äußersten Nordteil des Hügellands Nitrianska pahorkatina am Übergang in die südwestlichen Hänge des Gebirges Strážovské vrchy, am Oberlauf der Bebrava. Unweit der Gemeinde findet man die Quelle Vrchovište, die zu den ergiebigsten der Slowakei gehört. Das Ortszentrum liegt auf einer Höhe von 280 m n.m. und ist 16 Kilometer von Bánovce nad Bebravou entfernt.
Nachbargemeinden sind Dolná Poruba im Norden, Šípkov im Nordosten, Slatina nad Bebravou im Osten und Süden, Krásna Ves im Westen und über ein Viereck Omšenie im Nordwesten.

## Geschichte
Das heutige Gemeindegebiet wurde in der Jungsteinzeit besiedelt, es gab hier eine Höhlensiedlung und Gräberfeld der Lengyel-Kultur, weiter eine Siedlung aus der Hallstattzeit sowie eine Höhensiedlung der Puchauer Kultur.
Slatinka nad Bebravou wurde zum ersten Mal 1481 als Slacynka schriftlich erwähnt und war Bestandteil des Herrschaftsgebiets der Burg Uhrovec. 1598 gab es je eine Mühle und Säge sowie acht Häuser im Ort, 1720 wohnten sieben Steuerpflichtige und es stand eine Mühle in Slatinka, 1784 hatte die Ortschaft 34 Häuser, 41 Familien und 212 Einwohner, 1828 zählte man 29 Häuser und 343 Einwohner, die als Landwirte und mit dem Safrananbau beschäftigt waren. 1726 wurde eine Papierfabrik im Ort gegründet.
Bis 1918 gehörte der im Komitat Trentschin liegende Ort zum Königreich Ungarn und kam danach zur Tschechoslowakei beziehungsweise heute Slowakei. In der ersten tschechoslowakischen Republik waren die Einwohner als Nutztierhalter, Obstbauer, Holzfäller sowie als Saisonarbeiter beschäftigt, trotzdem wanderten viele Einwohner aus. Dazu gab es eine Säge.

## Bevölkerung
| Jahr                | 1994 | 2004     | 2014     | 2024    |
| ------------------- | ---- | -------- | -------- | ------- |
| Anzahl der Personen | 252  | 216      | 191      | 196     |
| Unterschied         |      | −14,28 % | −11,57 % | +2,61 % |

| Jahr                | 2023 | 2024    |
| ------------------- | ---- | ------- |
| Anzahl der Personen | 204  | 196     |
| Unterschied         |      | −3,92 % |

Nach der Volkszählung 2011 wohnten in Slatinka nad Bebravou 200 Einwohner, davon 195 Slowaken und ein Ukrainer. Vier Einwohner machten keine Angabe zur Ethnie.
155 Einwohner bekannten sich zur römisch-katholischen Kirche, 20 Einwohner zur Evangelischen Kirche A. B. sowie jeweils zwei Einwohner zu den Siebenten-Tags-Adventisten und zur orthodoxen Kirche. 15 Einwohner waren konfessionslos und bei sechs Einwohnern wurde die Konfession nicht ermittelt.